# خورخي فالديفيا
خورخي لويس فالديفيا تورو (بالإسبانية: Jorge Valdivia) هو لاعب كرة قدم تشيلي من مواليد 19 أكتوبر، 1983، ماراكايبو، فنزويلا ويلعب مع نادي الوحدة ومنتخب تشيلي لكرة القدم.
كان يلعب لبالميراس البرازيلي ولديه كثير من المشجعين هناك حتى انتقل إلى نادي العين في أغسطس 2008 بما يقارب 90 مليون درهم إماراتي يلقب بالساحر ويعتبر من أحسن اللاعبين فالدوري الإماراتي.

## الانجازات

### النادي
- كولو كولو
  - الدوري التشيلي: أبراتورا : 2006
- بالميراس
  - الدوري البرازيلي : باوليستا: 2008
- نادي العين
  - كأس اتصالات للمحترفين : 2008/2009
  - كأس صاحب السمو رئيس الدولة : 2008/2009

كأس السوبر 2009\ 2010

## العقد
مع نادي الوحدة :
17 أغسطس 2008 لحد 15 يوليو 2010
بقيمة عقد قدرها بعشرة ملايين يورو

## الرجوع إلى بالميراس
أعلن نادي بالميراس تعاقده رسمياً مع فالديفيا لاعب وسط الوحدة سابقاً لمدة خمسة أعوام قدرها 6 ملاييين يورو أي ما يقارب 29
مليون درهم إماراتي 

## وصلات خارجية
- خورخي فالديفيا على موقع الاتحاد الدولي (مؤرشف)  (الإنجليزية)
- خورخي فالديفيا على موقع قاعدة بيانات كرة القدم.إي يو (الإنجليزية)
- خورخي فالديفيا على موقع ليكيب (الفرنسية)
- خورخي فالديفيا على موقع ناشيونال فوتبول تيمز (الإنجليزية)
- خورخي فالديفيا على موقع Soccerbase.com (لاعب) (الإنجليزية)
- خورخي فالديفيا على موقع Soccerway.com (الإنجليزية)
- خورخي فالديفيا على موقع عالم كرة القدم.نت (الإنجليزية)
- خورخي فالديفيا على موقع AS.com (الإسبانية)
- magovaldivia.com نسخة محفوظة 21 يناير 2020 على موقع واي باك مشين.
- palmeiras.globo.com
- CBF[وصلة مكسورة]
- Guardian Stats Centre
- zerozero.pt